# Thomas Roch
Thomas Roch est un des personnages principaux de Face au drapeau, le roman de Jules Verne.

## Le personnage
Thomas Roch est un français de 45 ans, inventeur d'une terrible machine de guerre, le fulgurateur Roch. C'est un homme de taille moyenne et de constitution vigoureuse, dont les déboires qu'il a connu n'ont pas altéré la santé, mais l'ont rendu haineux et vindicatif. Sa tête puissante, au front largement dégagé, dénote son intelligence. Le regard est vif, parfois impérieux, quelquefois traversé d'éclairs hagards. Sa bouche aux lèvres serrées est surmontée d'une moustache épaisse et d'un nez palpitant. Ses cheveux commencent à grisonner. Son caractère, résolu et combatif, annonce un tempérament nerveux. 
Cet inventeur renommé commença à devenir méfiant, lorsqu'il s'aperçut que certains utilisateurs l'exploitaient et le grugeaient, après qu'il leur eut confié ses découvertes. Dès lors, pour sa dernière invention, ce fulgurateur qui permettrait à l'État qui le possèderait d'afficher une invincibilité dominatrice sur les autres nations, il demanda un prix exorbitant. La France, première consultée, refusa tout net et d'autres pays emboîtèrent le pas. Les États-Unis, avec leur pragmatisme, acceptèrent mais le gouvernement américain, par mesure de prudence, fit enfermer Thomas Roch dans une maison de santé, Healthful House. Le savant n'avait toujours pas dévoilé le secret de son invention. Surveillé nuit et jour par son gardien Gaydon, qui se révèlera être un ingénieur français du nom de Simon Hart, Thomas Roch a parfois des éclairs de lucidité, malgré l'altération de sa raison. 
Un jour, le comte d'Artigas, personnage fort connu dans les ports du littoral américain, où il fait escale à bord de sa goélette Ebba, demanda à visiter l'établissement d’Healthful House et le directeur s'empressa d'accepter. Accompagné du capitaine de l’Ebba, il fut conduit dans les différents pavillons mais sembla s'intéresser particulièrement à Thomas Roch. En fait, ce comte n'est autre que le pirate Ker-Karraje qui a décidé d'enlever l'inventeur afin de s'emparer de sa découverte. Son projet aboutit, et il conduit Thomas Roch et le gardien Gaydon, à bord de la goélette. Ayant rejoint son repaire, à l'îlot de Back-Cup, dans l'archipel des Bermudes, à l'intérieur duquel se trouve un village troglodyte qui abrite la bande de pirates, il met à la disposition du savant tout un arsenal afin qu'il puisse mener à bien ses travaux. Par la même occasion, il lui fait miroiter l'obtention d'une somme phénoménale. Thomas Roch, dès qu'il est plongé dans ses recherches, redevient l'inventeur génial du début. Se sentant enfin reconnu, il est prêt à livrer son invention à son nouveau protecteur. De son côté, Gaydon, alias Simon Hart, est décidé à avertir coûte que coûte les autorités mondiales. En désespoir de cause, il jette une bouteille à la mer contenant un billet qui donne toutes les informations concernant l'endroit où il se trouve. Finalement, la bouteille est retrouvée et plusieurs bâtiments se lancent à l'assaut de l'îlot. Thomas Roch, ayant fini la mise au point du fulgurateur, est invité à s'en servir contre les attaquants. Les premiers navires sont détruits grâce à cette arme d'une puissance terrifiante. Mais lorsque l'un d'eux se présente arborant le drapeau français, Thomas Roch hésite et se souvient de ses racines. Malgré les injonctions de Ker-Karraje, il refuse de tirer et, pénétrant dans la grotte où se trouve une énorme quantité de poudre, il fait sauter Back-Cup entraînant avec lui dans la mort toute la bande de pirates.     

## Sources
- Pour son personnage, Verne s'est inspiré du chimiste Eugène Turpin[1], inventeur de la mélinite qui connut lui-même quelques soucis avec le gouvernement français. Il se reconnut sous les traits de Thomas Roch, porta plainte et intenta un procès à l'auteur et à son éditeur, Louis-Jules Hetzel. Ce fut Raymond Poincaré qui défendit Jules Verne et qui obtint un jugement favorable, puisque Turpin fut condamné aux dépens.

## Filmographie
- Dans le film de Karel Zeman, L'Invention diabolique, Thomas Roch a les traits de l'acteur Arnost Navrátil.